# Charmas
Charmes-sur-l'Herbasse és un municipi francès situat al departament de la Droma i a la regió d'Alvèrnia-Roine-Alps. L'any 2007 tenia 855 habitants.

## Demografia

### Població
El 2007 la població de fet de Charmes-sur-l'Herbasse era de 855 persones. Hi havia 302 famílies de les quals 57 eren unipersonals (24 homes vivint sols i 33 dones vivint soles), 86 parelles sense fills, 143 parelles amb fills i 16 famílies monoparentals amb fills.
La població ha evolucionat segons el següent gràfic:
Habitants censats

### Habitatges
El 2007 hi havia 366 habitatges, 306 eren l'habitatge principal de la família, 38 eren segones residències i 22 estaven desocupats. 340 eren cases i 25 eren apartaments. Dels 306 habitatges principals, 235 estaven ocupats pels seus propietaris, 60 estaven llogats i ocupats pels llogaters i 11 estaven cedits a títol gratuït; 2 tenien una cambra, 12 en tenien dues, 27 en tenien tres, 78 en tenien quatre i 188 en tenien cinc o més. 245 habitatges disposaven pel capbaix d'una plaça de pàrquing. A 104 habitatges hi havia un automòbil i a 185 n'hi havia dos o més.

### Piràmide de població
La piràmide de població per edats i sexe el 2009 era:
| Homes | Edats   | Dones |
| ----- | ------- | ----- |
| 0     | 95 o +  | 0     |
| 0     | 90 a 94 | 4     |
| 4     | 85 a 89 | 0     |
| 0     | 80 a 84 | 4     |
| 12    | 75 a 79 | 12    |
| 12    | 70 a 74 | 8     |
| 12    | 65 a 69 | 16    |
| 8     | 60 a 64 | 16    |
| 24    | 55 a 59 | 20    |
| 32    | 50 a 54 | 20    |
| 28    | 45 a 49 | 32    |
| 24    | 40 a 44 | 24    |
| 24    | 35 a 39 | 16    |
| 28    | 30 a 34 | 64    |
| 16    | 25 a 29 | 4     |
| 12    | 20 a 24 | 12    |
| 40    | 15 a 19 | 24    |
| 44    | 10 a 14 | 36    |
| 28    | 5 a 9   | 32    |
| 20    | 0 a 4   | 16    |

## Economia
El 2007 la població en edat de treballar era de 541 persones, 406 eren actives i 135 eren inactives. De les 406 persones actives 363 estaven ocupades (194 homes i 169 dones) i 43 estaven aturades (17 homes i 26 dones). De les 135 persones inactives 45 estaven jubilades, 60 estaven estudiant i 30 estaven classificades com a «altres inactius».

### Ingressos
El 2009 a Charmes-sur-l'Herbasse hi havia 326 unitats fiscals que integraven 930 persones, la mediana anual d'ingressos fiscals per persona era de 17.239 €.

### Activitats econòmiques
Dels 34 establiments que hi havia el 2007, 2 eren d'empreses alimentàries, 1 d'una empresa de fabricació d'altres productes industrials, 9 d'empreses de construcció, 7 d'empreses de comerç i reparació d'automòbils, 3 d'empreses de transport, 1 d'una empresa d'hostatgeria i restauració, 1 d'una empresa financera, 5 d'empreses de serveis, 1 d'una entitat de l'administració pública i 4 d'empreses classificades com a «altres activitats de serveis».
Dels 11 establiments de servei als particulars que hi havia el 2009, 1 era una oficina de correu, 1 paleta, 3 fusteries, 2 lampisteries, 3 electricistes i 1 restaurant.
Dels 3 establiments comercials que hi havia el 2009, 1 era una gran superfície de material de bricolatge, 1 una botiga de menys de 120 m² i 1 una fleca.
L'any 2000 a Charmes-sur-l'Herbasse hi havia 32 explotacions agrícoles que ocupaven un total de 740 hectàrees.

## Equipaments sanitaris i escolars
El 2009 hi havia 2 escoles elementals.

## Poblacions més properes
El següent diagrama mostra les poblacions més properes.